# برنامج دروب
دروب هي مبادرة وطنية سعودية، مخصصة للباحثين عن العمل أو الطلاب تم إطلاقها في عام 2014 بهدف تطوير مستواهم الوظيفي إلى درجات متقدمة في السعودية.
وهو برنامج شامل يرعاه صندوق تنمية الموارد البشرية (هدف)، إذ يبدأ بتقديم التدريب الإلكتروني، مروراً بتقديم شهادات معتمدة معترف بها من كبرى الشركات في المملكة، والتي تعطي الأولوية في التوظيف المباشر لمن يحملون هذه الشهادات.
ويقدّم «دروب» كذلك فرصة التدريب على رأس العمل، الذي يقدّم جميع مساقاته التدريبية مجاناً (عادة تكلّف هذه المساقات آلاف الريالات). ويستمد البرنامج قوته من الدعم الحكومي الكبير، والشراكة مع الجامعات العريقة، وبيوت الخبرة العالمية في مجال التدريب الإلكتروني. وفوق ذلك، فإنه يتمتع بشراكات إستراتيجية مع كبرى الشركات في القطاع الخاص، والتي تثق بشهادات «دروب»، وتعطي أولوية التوظيف لمن يحملونها.

## المساقات التدريبية
تتضمن هذه المساقات التعليمية المهارات العامة (كاللغة الإنجليزية، ومهارات الحاسوب، والتعامل مع الآخرين)، والتدريب الوظيفي لوظائف محددة (كمساعد بيع بالتجزئة، أو موظف استقبال فندقي، أو فني دعم تقنية معلومات) وغيرها.

## مهام البرنامج
اختصر برنامج «دروب» المسافة بين المتدرب وبين الوظيفة بحسب تصريحات صندوق الموارد البشرية (هدف)، فهو يقدم التدريب الذي يحتاجه لتطوير مهاراته الوظيفية. وهو تدريب يمكنه الحصول عليه في أي وقت ومن أي مكان. إضافة لذلك، يتيح له الحصول على شهادات معتمدة تعترف بها كبرى الشركات في المملكة.

## المهارات المستفادة من دروب
تحسين مهاراتك الوظيفية.
- تلقّي المتدرب مقررات ذات صلة مباشرة بزيادة فرصه الوظيفية.
- إرشاده واختصار الوقت عليه لحين إيجاده الوظيفة المناسبة.
- حصوله على شهادات معتمدة من كبرى الشركات في المملكة.

## الأهداف المرتبطة بأصحاب العمل
- التحالف مع أصحاب العمل لضمان أن يكتسب المرشحون للوظائف والموظفون، المهارات الرئيسية التي تمكّنهم من تحقيق النجاح وزيادة الإنتاجية.
- المساهمة في تخفيض تكاليف التدريب المترتّبة على أصحاب العمل وفي اختصار الوقت الذي يستغرقه توظيف موظفين جدد وضمهم إلى المؤسسة.
- التعاون مع أصحاب العمل من أجل تطوير المتدربين بشكل أفضل من خلال توفير خدمات الإرشاد والتدريب الإلكتروني.[2]

## توسيع عمل برنامج دروب
تشير التصريحات بأن وزارة العمل متمثلةً بصندوق تنمية الموارد البشرية (هدف) يهدف إلى الزام جميع المسجلين في برنامج حافز (وعددهم 1.2 مليون في عام 2012) التسجيل في هذا البرنامج بشكل اجباري في الفترة المقبلة أو الحسم من مبالغ الإعانة.

## وصلات خارجية
الموقع الرسمي